# Jean-Marc Chanelet
Jean-Marc Chanelet (Parigi, 23 luglio 1968) è un ex calciatore francese, di ruolo difensore.

## Carriera
Vanta 211 presenze in Ligue 1 e 26 incontri nelle competizioni calcistiche europee.

## Palmarès

### Club

#### Competizioni nazionali
- Coppa di Francia: 2

Nantes: 1998-1999, 1999-2000
- Supercoppa francese: 2

Nantes: 1999
Olympique Lione: 2002
- Coppa di Lega francese: 1

Olympique Lione: 2000-2001
- Campionato francese: 3

Olympique Lione: 2001-2002, 2002-2003, 2003-2004